# Karl Lehr
Pour les articles homonymes, voir Lehr (homonymie).
Karl Lehr, né en 1842 à Meschede, est un homme politique allemand. Il est maire de la ville de Duisbourg de 1879 à 1914.

## Biographie
Lehr passe son baccalauréat en 1861 et étudie ensuite la théologie, puis le droit à l'université rhénane Frédéric-Guillaume de Bonn, où il devient membre de la Burschenschaft Alemannia Bonn.
Lehr arrive en 1874 pour commencer sa carrière de juge à Duisbourg. Il est élu le 5 août 1879 par le conseil municipal pour une période de douze ans en tant que maire de la ville. Son mandat dure jusqu'en 1914, Karl Jarres lui succède.
Karl Lehr meurt le 7 février 1919 à Duisbourg.
Un pont ferroviaire porte son nom à Duisbourg.